# 冥王星ロマンチカ
冥王星ロマンチカは2008年7月から放送されているインターネットラジオ番組。

## パーソナリティ
- 吉川華生
- 佐藤千幸

## 概要
- 声優の吉川華生（メイン）、声優の佐藤千幸（アシスタント）がパーソナリティを務めるwebラジオ。
- 元々は『こちらメイキュウ探偵局』内のミニコーナーであったが、リスナーからの反響により、正式に『冥王星ロマンチカ』の公式サイトが設立され、webラジオとして独立。独立前のアシスタントは、声優の渡会ななせであった。（渡会は体調不良を理由に降板している。吉川、渡会ともに自身のブログで不仲説を否定した。）
- iTunes（Podcast）※（「ゲーム・趣味」のカテゴリ内）、「冥王星ロマンチカ」の公式Webサイト（mp3）で毎週水曜に更新され、ランダムでゲストを招き、リスナーからのメールを中心に吉川華生が中心となり、基本的にはフリートークで番組が進んでいく「毒舌podcast」。
- 15分番組と銘打っているが、回を重ねるごとに放送時間が延び、20分前後が基本形となっている。
- ゲストは声優だけに留まらず、シナリオライターの門司（森田明弘）、更には、吉川華生の10年来の友人（一般人の素人女性）にまで及ぶ。
- オープニングに吉川華生と佐藤千幸の演じるミニドラマが挿入されるが、これは吉川華生が自ら執筆している。
- 吉川華生曰く「殆どカットされないラジオ」。編集で時たまピー音が入る、ジングルが挿入される程度の編集しか為されていないため、実際の収録時間とオンエア分数が殆ど同じ。そのため、商標登録されている商品名が当たり前のようにトークの中に織り交ぜられる、吉川がいきなり既存の曲を歌い出すなど、ある意味では画期的、ある意味では危険（挑戦的）とも言える内容のラジオである。
- 先輩にあたるゲストが登場する回においてのみ、吉川が謙虚になる。本人曰く「先輩の前で罵倒できるわけがない」。また、戦友である門司（森田明弘）がゲストで登場する際には、必ずと言っていいほど「どうでもいいゲストです」「帰れ」と森田を紹介することが通例になっている。

## DL販売
- 基本的に、通常放送のバックナンバー4回分と特典音声がセットとなって販売されている。
- DL販売では、門司（森田明弘）執筆のサウンドドラマや、ゲストとの長尺フリートークを特典としている。また、このDL販売においては、通常カットされる「NG集」の収録が恒例となっている。
- vol.2には「画伯」と呼ばれる佐藤千幸のイラストが収録されており、イラストのテーマは主に、吉川と佐藤自身の似顔絵となっている。